# Rovná (Vysočina)
Rovná é uma comuna checa localizada na região de Vysočina, distrito de Pelhřimov.